# Pierre Anchemant
Pierre Anchemant (Cuiseaux, 1460 - Bourg-en-Bresse, 6 juli 1506) was een Bourgondiër die secretaris werd van Maximiliaan van Oostenrijk en Filips de Schone.

## Levensloop
Pierre was een zoon van Jean Anchemant en van Péronette d'Arbaleste. Hij werd naar de Zuidelijke Nederlanden uitgenodigd door Nicolas De Ruyter, proost van het kapittel van de Sint-Pieterskerk in Leuven, hoofdsecretaris van Karel de Stoute, Maria van Bourgondië en Maximiliaan van Oostenrijk. Deze laatste benoemde Pierre in 1488 tot secretaris aan het Bourgondische Hof.
Hij werd weldra door Filips de Schone belast met diplomatieke missies.
In 1493 ontmoette hij in Abbeville de heer d'Esquerdes, luitenant van de Franse koning en besprak er de voorwaarden die zouden leiden tot de Vrede van Senlis op 13 mei 1494.
Vervolgens moest hij de terugkeer naar de Nederlanden organiseren van Margaretha van Oostenrijk, na het verbreken van het voorziene huwelijk met koning Karel VIII van Frankrijk, die de voorkeur had gegeven aan Anne de Bretagne. Hij begeleidde Margaretha en haar gevolg terug tot in Mechelen.
In Melun en in Péronne ontmoette hij de ambassadeurs van de Duitse keizer en van de Franse koning om er samen de uitvoering van de afgesproken vredesakkoorden te bespreken.
Op 9 november 1500 werd hij met een geheime opdracht naar de koning van Frankrijk gestuurd. Hij bleef afwezig tot in januari 1501. Enkele maanden later vertrok hij weer naar Parijs, als secretaris van een buitengewone missie geleid door de aartsbisschop van Besançon, Frans van Busleyden. Het doel bestond erin een vredesverdrag te sluiten tussen Maximiliaan en koning Lodewijk XII. Anderzijds werd de mogelijkheid onderhandeld van een huwelijk tussen Claude van Frankrijk, dochter van de Franse koning, en de toen een jaar oude hertog Karel, latere keizer Karel V. De besprekingen verliepen gunstig en in augustus 1501 werd in Lyon een huwelijksbelofte ondertekend.
Na in september 1501 in de Zuidelijke Nederlanden te zijn teruggekeerd, vertrok Anchemant weer naar Parijs, om Lodewijk XII namens Filips de Schone te bedanken voor de goede conclusies die tijdens de besprekingen waren bereikt. Vandaar vertrok hij naar Innsbrück om Maximiliaan te informeren over de bereikte resultaten.
Hij werd vervolgens opnieuw naar Frankrijk gestuurd. Filips de Schone en Blanca van Castilië hadden de intentie zich naar Spanje te begeven, maar werden gehinderd door het perspectief van een oorlog tussen de Franse koning en Maximiliaan, die het nog steeds niet met elkaar konden vinden. Anchemant moest een breuk tussen beiden, die tot oorlog zou hebben geleid, vermijden. Terwijl het jonge paar doorheen Frankrijk naar Spanje trok, verbleef Anchemant in Blois en poogde hij Lodewijk XII tot behoud van de vrede met Maximiliaan aan te zetten. Deze enigszins geslaagde zending liep ten einde op 19 januari 1502. In april vertrok hij opnieuw naar het Franse hof met het doel de bekomen toegevingen te bestendigen. In juni was hij weer in de Nederlanden en hij ging in Breda verslag uitbrengen bij Engelbrecht II van Nassau, luitenant-generaal van Filips de Schone.
In januari 1503 werd Anchemant naar Saint-Omer gestuurd om de stad te inspecteren en de stadsmagistraat te vernieuwen.
Van mei tot juli 1504, trok hij naar Bourgondië. Hij ging er, in opdracht van Filips de Schone, onderhandelen met de markiezin de Rothelin, echtgenote van Louis d'Orléans, die graag het Kasteel van Joux wilde verwerven. Hij moest ook over enkele zaken onderhandelen met het parlement in Dole.
Tegen het einde van zijn loopbaan werd hij belast met onderhandelingen voor het huwelijk van Margaretha van Oostenrijk met de Engelse koning Hendrik VII. Een eerste zending liep van 24 maart tot 11 juni 1505. In september volgde een tweede zending, waarbij Anchemant vergezeld was van Michel de Croÿ, heer van Sempy. De missie duurde tot in mei 1506.
Pas terug, werd hij in juni 1506 naar Bourg-en-Bresse gestuurd met de missie om Margaretha van Oostenrijk te overtuigen het huwelijk met Hendrik VII te aanvaarden. Ze weigerde echter beslist. Bij zijn aankomst in Bourg-en-Bresse was Anchemant ziek geworden en na enkele dagen overleed hij. Hij was zesenveertig.

## Persoonlijk leven
Anchemant trouwde in Brugge in 1491 met Magdalena van der Steene. Door dit huwelijk werd hij poorter van de stad Brugge. Ze hadden drie kinderen, met Nicolaas Anchemant als oudste, die zorgde voor verdere nakomelingen.
In 1493 moest Pierre Anchemant zich inlaten met een bede die tot de hertog was gericht. Ze ging uit van het ambacht van de viskopers in Brugge, die, gelet op de vermindering van het aantal leden van hun ambacht, toelating vroeg om een dozijn nieuwe leden te benoemen. Ze kreeg hiervoor goedkeuring en Anchemant zorgde ervoor dat hij een van die nieuwe leden werd, ten erfelijke titel dan nog. Dat betekende niet dat hij vishandelaar werd, maar wel dat hij mede-eigenaar werd van de immobiliën en de kunstwerken die aan het ambacht toebehoorden en dat hij eigenaar werd van een verkopersstal, dat hij kon verhuren aan een werkelijke vishandelaar. Vijftig van zijn nakomelingen en dit tot het einde van het ancien regime, werden na hem lid van het Brugse visambacht.
Ook nog in 1493 werd Anchemant lid van de Edele Confrérie van het Heilig Bloed. In 1498 was hij proost van de confrérie.
Leden van de familie Anchemant waren van de vijftiende tot de achttiende eeuw heer van Marke.
Verschillende nakomelingen van Pierre Anchemant speelden een rol in het stadsbestuur van Brugge. Sommige werden zelfs burgemeester van de schepenen, zoals Hendrik Anchemant en Jacob Anchemant.